# Сусолово (Вологодська область)
Сусолово — присілок Вологодського району, розташований на річці Пудега. Входить до складу Старосельського сільського поселення.